# A lyga 2011
La A lyga 2011 è stata la 22ª edizione della massima serie del campionato lituano di calcio. La stagione è iniziata il 12 marzo e si è conclusa il 6 novembre. L'Ekranas ha vinto il titolo per la settima volta (compreso uno nella RSS Lituana), la quarta consecutiva.

## Stagione

### Novità
Le squadre che hanno ottenuto una licenza sono passate da 11 a 12. Il Vėtra era stato espulso dopo 16 giornate del campionato 2010 per problemi finanziari. Delle 10 squadre rimaste, l'Atletas Kaunas, ultimo classificato, è stato l'unico a non presentare la richiesta per una licenza in A lyga ed è retrocesso in 1 Lyga.

Tre le nuove squadre ammesse: l'FBK Kaunas, vincitore della 1 Lyga 2010, l'Atlantas, settimo classificato, e il Dainava Alytus, nato dalla fusione tra Alytis Alytus e Vidzgiris.

### Formula
Le 12 squadre partecipanti si sono affrontate per tre volte, per un totale di 33 giornate.

La squadra campione di Lituania ha il diritto a partecipare alla UEFA Champions League 2012-2013 partendo dal secondo turno preliminare.

Le squadre classificate al secondo e terzo posto sono ammesse alla UEFA Europa League 2012-2013 partendo dal primo turno preliminare.

La vincitrice della coppa nazionale è ammessa alla UEFA Europa League 2012-2013 partendo dal secondo turno preliminare.

## Squadre partecipanti
| Club           | Stagione | Città       | Stadio                        | Stagione 2010         |
| -------------- | -------- | ----------- | ----------------------------- | --------------------- |
| Atlantas       |          | Klaipėda    | Stadio Žalgiris               | 7º posto in 1 Lyga    |
| Banga Gargždai |          | Gargždai    | Stadio Gargždai               | 6º posto in A Lyga    |
| Dainava Alytus |          | Alytus      |                               | 2º/3º posto in 1 Lyga |
| Ekranas        |          | Panevėžys   | Stadio Aukštaitija            | Campione di Lituania  |
| FBK Kaunas     |          | Kaunas      | Stadio S. Darius e S. Girėnas | 1º posto in 1 Lyga    |
| Klaipėda       |          | Klaipėda    | Stadio Žalgiris               | 8º posto in A Lyga    |
| Kruoja         |          | Pakruojis   | Stadio Cittadino              | 7º posto in A Lyga    |
| Mažeikiai      |          | Mažeikiai   | Stadio del Centro Sportivo    | 9º posto in A Lyga    |
| Sūduva         |          | Marijampolė | Stadio Sūduva                 | 2º posto in A Lyga    |
| Šiauliai       |          | Šiauliai    | Stadio Savivaldybė            | 5º posto in A Lyga    |
| Tauras         |          | Tauragė     | Stadio Vytauto                | 4º posto in A Lyga    |
| Žalgiris       | dettagli | Vilnius     | Stadio Žalgiris               | 3º posto in A Lyga    |

## Classifica finale
|                     | Pos. | Squadra         | Pt | G  | V  | N  | P  | GF | GS  | DR  |
| ------------------- | ---- | --------------- | -- | -- | -- | -- | -- | -- | --- | --- |
| Lituania (bandiera) | 1.   | Ekranas         | 80 | 33 | 24 | 8  | 1  | 68 | 14  | +54 |
|                     | 2.   | Žalgiris        | 72 | 33 | 22 | 6  | 5  | 56 | 17  | +39 |
|                     | 3.   | Sūduva          | 65 | 33 | 19 | 8  | 6  | 70 | 19  | +51 |
|                     | 4.   | Šiauliai        | 59 | 33 | 16 | 11 | 6  | 45 | 30  | +15 |
|                     | 5.   | Kruoja          | 49 | 33 | 13 | 10 | 10 | 43 | 34  | +9  |
|                     | 6.   | Banga Gargždai  | 46 | 33 | 13 | 7  | 13 | 51 | 37  | +14 |
|                     | 7.   | Tauras          | 45 | 33 | 11 | 12 | 10 | 50 | 38  | +12 |
|                     | 8.   | Dainava Alytus  | 45 | 33 | 13 | 6  | 14 | 53 | 54  | -1  |
|                     | 9.   | Mažeikiai       | 36 | 33 | 9  | 9  | 15 | 36 | 54  | -18 |
|                     | 10.  | FBK Kaunas (-6) | 26 | 33 | 8  | 8  | 17 | 41 | 53  | -12 |
|                     | 11.  | Atlantas        | 11 | 33 | 3  | 2  | 28 | 28 | 121 | -93 |
|                     | 12.  | Klaipėda        | 9  | 33 | 2  | 3  | 28 | 19 | 89  | -70 |

Legenda:
      Campione di Lituania e ammessa alla UEFA Champions League 2012-2013
      Ammesse alla UEFA Europa League 2012-2013
      Retrocessa in 1. Lyga 2012
      Non iscritte al campionato successivo
Note:
FBK Kaunas penalizzato di 6 punti per debiti verso un ex giocatore

## Risultati
|           | Atl      | Ban     | Dai     | Ekr     | Kau     | Kla     | Kru     | Maž     | Sūd     | Šia     | Tau     | Žal     |
| --------- | -------- | ------- | ------- | ------- | ------- | ------- | ------- | ------- | ------- | ------- | ------- | ------- |
| Atlantas  | ––––     | 1-2     | 1-0 2-5 | 0-4     | 2-0 3-4 | 1-3 2-2 | 1-2 0-3 | 0-5 2-3 | 0-2     | 0-2     | 2-4     | 0-3     |
| Banga     | 3-0 5-0  | ––––    | 1-2 3-1 | 1-4     | 1-1     | 3-1     | 1-2     | 0-1 2-0 | 0-1 0-2 | 3-1     | 1-1     | 0-1     |
| Dainava   | 7-0      | 2-4     | ––––    | 0-3 1-5 | 1-0     | 5-1     | 0-0 2-2 | 2-0 3-0 | 0-6     | 1-1 0-1 | 1-2     | 0-2 1-3 |
| Ekranas   | 7-0 2-1  | 1-1 1-0 | 1-0     | ––––    | 3-0 3-1 | 2-2 5-0 | 0-0     | 5-0     | 1-0 2-2 | 1-0     | 1-0     | 1-2     |
| Kaunas    | 4-0      | 1-1 2-0 | 0-1 0-2 | 0-1     | ––––    | 2-2 5-1 | 3-1     | 0-0     | 0-3 2-1 | 0-1     | 1-1     | 0-1     |
| Klaipėda  | 0-4      | 0-3 0-5 | 0-1 0-3 | 0-1     | 1-2 -   | ––––    | 1-2     | 2-4 0-2 | 0-2 0-1 | 0-1     | 1-0 0-2 | 0-1     |
| Kruoja    | 0-0      | 0-0     | 0-1     | 0-4 0-2 | 2-0 0-4 | 2-0 6-0 | ––––    | 2-1     | 0-1     | 1-2 1-1 | 1-1     | 0-1     |
| Mažeikiai | 2-0      | 2-2     | 2-2     | 1-2     | 1-1 3-2 | 1-0     | 0-2 1-4 | ––––    | 0-0     | 0-0 1-5 | 0-0     | 2-0 0-1 |
| Sūduva    | 5-2 13-0 | 0-1     | 6-1 1-1 | 0-0     | 3-0     | 2-1     | 1-2 0-0 | 3-0 4-0 | ––––    | 0-0     | 3-0     | 1-1 2-0 |
| Šiauliai  | 3-1      | 1-3 2-0 | 1-3     | 0-0     | 2-1 2-2 | 4-0 5-0 | 0-4     | 1-0     | 1-0     | ––––    | 1-0     | 0-0 1-0 |
| Tauras    | 6-0 6-1  | 0-3 1-0 | 2-1 2-2 | 0-0 0-1 | 1-1 4-2 | 2-1     | 0-0 2-2 | 1-1 3-1 | 1-2 0-2 | 1-1 6-2 | ––––    | 1-1     |
| Žalgiris  | 8-1 3-0  | 3-1 0-0 | 2-1     | 0-1 1-2 | 3-0 2-0 | 5-0 3-0 | 1-0 2-0 | 1-1     | 3-1     | 0-0     | 1-0     | ––––    |

## Statistiche

### Classifica marcatori
| Gol |  |  | Giocatore             | Squadra        |
| --- |  |  | --------------------- | -------------- |
| 19  |  |  | Deivydas Matulevičius | Žalgiris       |
| 18  |  |  | Arsenij Buinickij     | Dainava Alytus |
| 17  |  |  | Goran Jerković        | Tauras         |
| 12  |  |  | Tadas Eliošius        | Sūduva         |
| 12  |  |  | Povilas Lukšys        | Sūduva         |
| 11  |  |  | Evaldas Razulis       | FBK Kaunas     |
| 11  |  |  | Regilio Seedorf       | Tauras         |
| 10  |  |  | Ričardas Beniušis     | Sūduva         |
| 9   |  |  | Marko Anđelković      | Ekranas        |
| 9   |  |  | Artūras Rimkevičius   | Šiauliai       |
| 9   |  |  | Andrius Velička       | Ekranas        |
| 8   |  |  | Gajus Kulbis          | Banga Gargždai |
| 8   |  |  | Andrius Lipskis       | Banga Gargždai |
| 8   |  |  | Robertas Vėževičius   | Šiauliai       |
| 8   |  |  | Serhij Žyhalov        | Mažeikiai      |